# Харківський тюремний замок
Харківський тюремний замок — колишній пенітенціарний заклад у місті Харків, збудований у 1822—1823 роках, що виконував функції слідчого ізолятора, місця тимчасового тримання засуджених перед етапуванням на каторгу, а також місця відбування покарання засудженими третьої та четвертої категорій, які не вважалися особливо небезпечними для суспільства.
Збудований під керівництвом петербурзького архітектора Людвіга Шарлеманя. Головна будівля замку разом зі стінами була розібрана у 1960-х роках.

## Історія

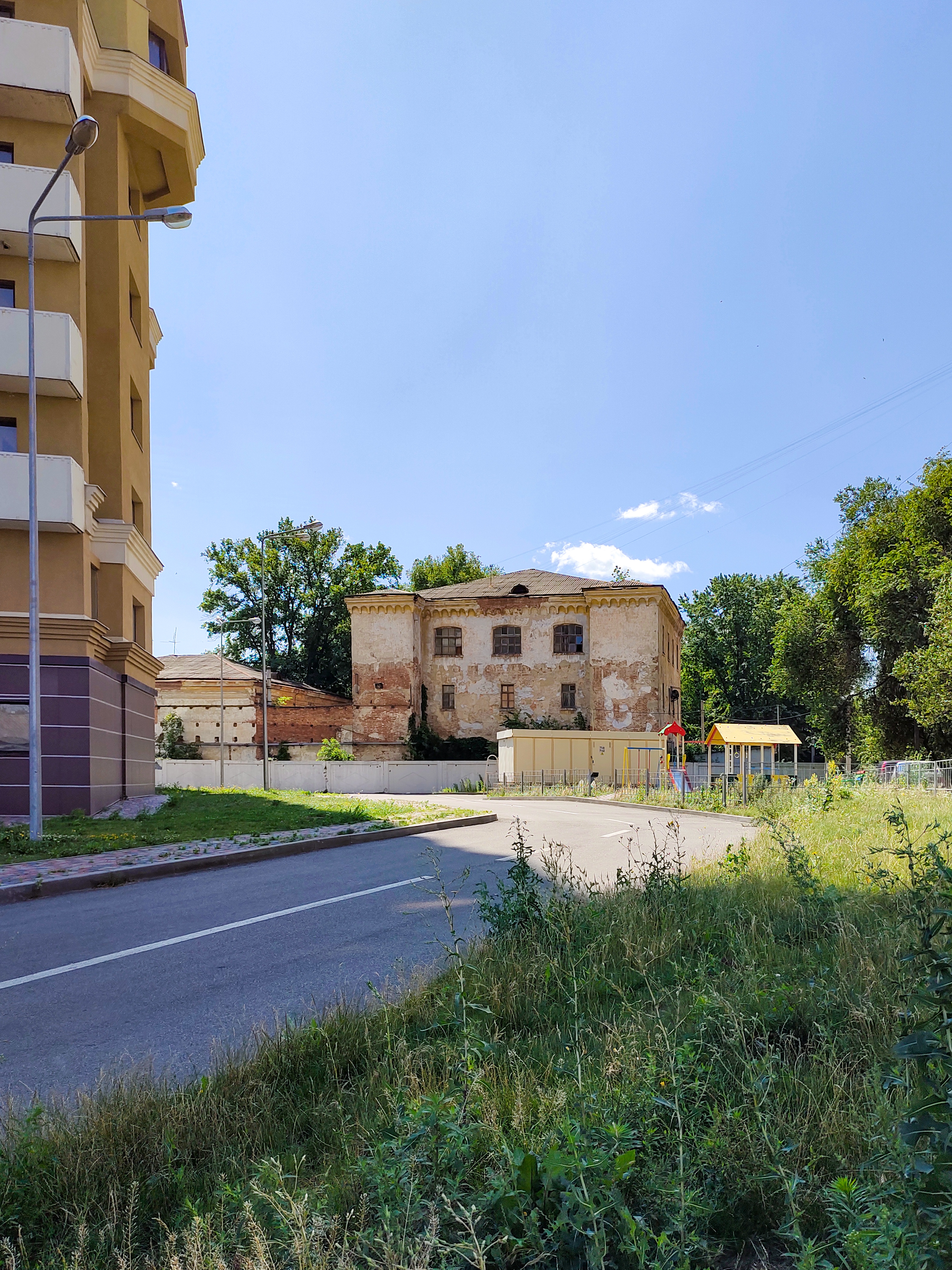
Адміністративна будівля Харківського тюремного замоку та місце, де він розташовувався

У другій половині XVIII століття за Дмитрівською церквою сформувалося велике кладовище, яке було знесене на початку XIX століття. Південна частина території передавалася під будівництво поліційної й пожежної частини, а на північній у 1822 році за розпорядженням російського імператора Олександра I розпочато зведення острогу, яке завершене у 1823 році під керівництвом петербурзького архітектора Людвіга Шарлеманя. Навколо тюремного замку сформувався майдан і вулиця, названі Тюремними.
До початку XX століття тюремний режим характеризувався відносною м'якістю. Зокрема, дозволялися побачення тричі на тиждень без обмежень кола відвідувачів та передач без перевірки адміністрацією. Двері загальних камер не замикалися навіть вночі, тривалість щоденних прогулянок складала до 2–3 годин, а загальні збори політичних в'язнів проходили вільно. Однак після революційних подій 1905—1907 років та зростання кількості політичних ув'язнених режим поступово ставав жорсткішим.
У період Першої російської революції 1905 року виникали плани штурму тюрми робітниками, проте їх не реалізували, оскільки більшість в'язнів становили кримінальні злочинці, а кількість політичних ув'язнених на той час не перевищувала 15 осіб. Згодом, на фоні розвитку революційного руху, тюрма зазнала значного перевантаження.
З середини 1908 року у пересильному корпусі («етапному домі») було запроваджено посилений режим із регулярними обшуками. У цей час межа між «політичними» та «кримінальними» в'язнями майже стерлася: наприклад, особи, засуджені за збройні пограбування, могли вважатися як кримінальниками, так і політичними, залежно від мотивів злочину.
Під час Першої світової війни раціон в'язнів погіршився, а їхня чисельність збільшилася за рахунок осіб німецької національності.
Після Жовтневого перевороту тюрма продовжувала функціонувати. У 1919 році тут утримували, зокрема, членів лівих есерів, що конфліктували з більшовицькою владою. Відомі свідчення про важкі умови утримання та масові страти у цей період.
У довідниках часів Російської імперії зазначалися не лише працівники тюрми, а і їхні адреси. Натомість у радянський період у довідкових виданнях тюрма згадувалася під новою назвою — «Будинок примусових робіт № 2», проте іноді зникала навіть під цією назвою.
У 1937 році тюремний замок використовувався НКВС для тримання заарештованих під час «Великого терору». Відомо, що умови утримання значно погіршилися, застосовувалися тортури та побої.
Під час німецької окупації Харкова в роки Другої світової війни у тюрмі утримувалися політичні в'язні та кримінальники, зокрема адвокат Олександр Семененко, який пізніше став обербургомістром Харкова.
Після війни планувалося знесення комплексу, однак через боротьбу радянської влади з українським антирадянським підпіллям у Західній Україні тюрма продовжила функціонувати ще близько чверті століття як транзитна. Лише наприкінці 1960-х років будівлі були розібрані у зв'язку з житловою забудовою прилеглих територій.
Нині на місці тюремного замку зведено багатоповерхівку. Збереглися лише дві адміністративні будівлі тюрми початку ХІХ століття, що стояли поруч із замком. На стіні однієї із цих будівель, у серпні 2005 року встановлено меморіальну дошку Йосипу Сліпому, що знаходився у цій в'язниці у липні — серпні 1961 року перед тим, як його відправили до мордовських таборів. У листопаді 2010 року дошку було викрадено, що отримало негативну реакцію від церковної громади, зокрема Степана (Меньок), Екзарха Донецько-Харківського, УГКЦ. До цього, у 2008 році, її розбивали, а у березні 2010 року проросійські сили з організації «Великая Русь» клопотали перед міською радою щодо її демонтажу. Харківська міська комісія з питань топоніміки й охорони історико-культурного середовища рекомендувала демонтувати меморіальну дошку. 22 лютого 2011 року відкрито відновлену дошку.

## Відомі в'язні
- Члени південних груп «Народної волі»
- Федір Сергєєв
- Симон Тер-Петросян
- вбивця Григорія Котовського Мейєр Зайдер
- Махновці[14]
- Йосип Сліпий[15]
- Олександр Семененко